# Quoich Water
Das Quoich Water ist ein Fluss in der schottischen Council Area Aberdeenshire. Sein Name leitet sich von gälischen Cuach („Senke“, „Furche“ oder „Becher“) ab. Der Fluss ist nicht zu verwechseln mit dem kanadischen Quoich River.

## Beschreibung
Das Quoich Water entsteht durch den Zusammenfluss der Bäche Allt Dearg und Glas Allt Mòr im Zentrum der Cairngorms auf 693 Metern Höhe etwa zehn Kilometer nordwestlich von Braemar. Westlich erheben sich die beiden Hauptgipfel des Beinn a’ Bhùird, während östlich der Carn Eas liegt. Das Quoich Water fließt zunächst drei Kilometer in vornehmlich südlicher Richtung und dreht dann für weitere drei Kilometer nach Westen. Abermals nach Süden drehend, dreht der Fluss schließlich nach Südosten und mündet nach einem Lauf von 14 Kilometern rund drei Kilometer westlich von Braemar in den Dee. Auf seinem Lauf nimmt das Quoich Water verschiedene Bäche auf, besitzt jedoch keinen signifikanten Zufluss. Die Flussufer sind unbesiedelt.
Auf seinen letzten Kilometern verläuft das Tal des Quoich Water (Glen Quoich) weitgehend dem Tal des westlich verlaufenden Lui Waters und ist nur durch die Hügel Meall an Lundain und Creag Bhalg von diesem getrennt. Kurz vor seiner Mündung durchfließt das Quoich Water die kleine Klamm Linn of Quoich. In Nähe der Klamm befindet sich Queen Victoria’s Picnic Cottage at the Punch Bowl, ein zum Gut Mar gehörendes Cottage, das Königin Viktoria als Ausflugsziel nutzte. Ein kurzes Stück südlich liegen die Reste der Allanaquoich Mills am linken Ufer. Flächen weiter flussaufwärts dienten einst dem Shieling.

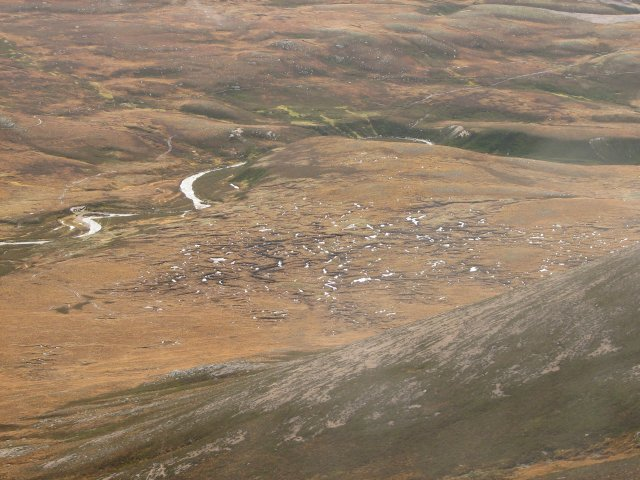
Blick über das Glen Quoich
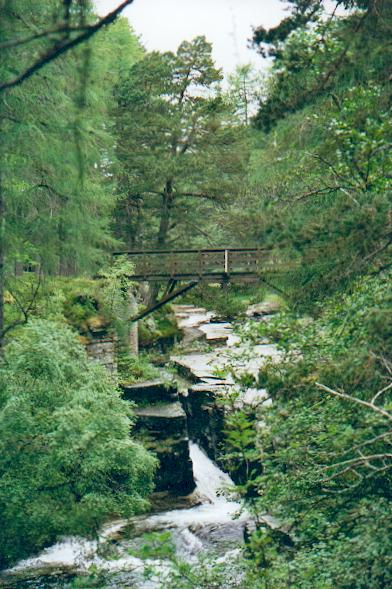
Linn of Quoich
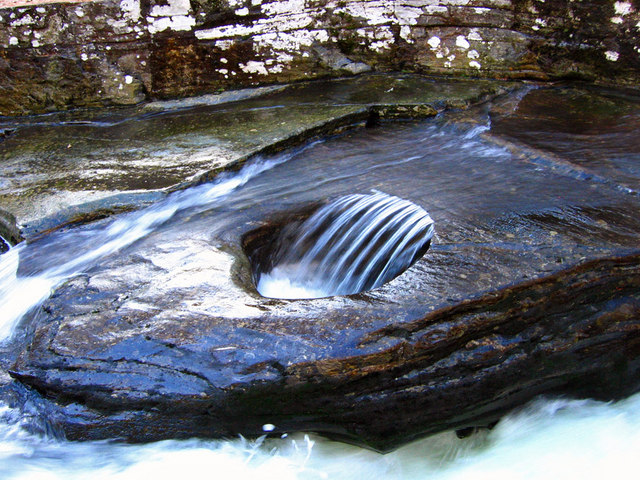
Punch Bowl im Linn of Quoich
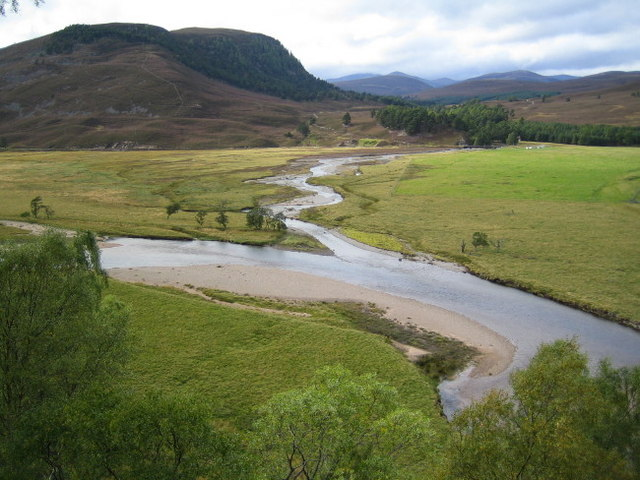
Mündung des Quoich Waters in den Dee